# Karl Güldenapfel
 Karl Alfred Güldenapfel (* 18. Juli 1859 in Vieselbach; † 8. Oktober 1944 in Eisenach) war ein evangelisch-lutherischer Pfarrer in Jechaburg und Stockhausen.

## Kindheit und Ausbildung
Karl Güldenapfel war ein Sohn des Akzessisten und Registrators Wolfgang Ernst Friedrich Güldenapfel und seiner Gattin Mathilde geb. Sieckel.
Er besuchte die Schule ab 1865 in Jena und 1874 bis 1878 in Weimar. Danach studierte er von Ostern 1878 bis Herbst 1881 in Jena und diente zwischenzeitlich dem Militär für ein Jahr. Sein erstes Examen absolvierte er 1882 in Sondershausen, das zweite 1883.

## Beruflicher Werdegang und Wirken
Güldenapfel wurde 1883 als Pfarrvikar in Jechaburg ordiniert und 1885 dort als Pfarrer eingesetzt. Am 17. Februar 1920 ernannte man ihn zum Landesoberpfarrer von Schwarzburg-Sondershausen, 1921 wurde er nebenamtliches Mitglied des Landeskirchenrates. Ab dem 1. Juli 1921 war er als Pfarrer in Stockhausen tätig. Im Oktober 1927 ging er in den Ruhestand.
Im Laufe seines Berufslebens gab er ein Verzeichnis der evangelischen Kirchenbücher Thüringens heraus.

## Familie
In Jena heiratete er am 16. April 1884 Hermine Therese Agnes Knoll (* 31. August 1857 in Pfarrkeßlar), Tochter des Großherzoglichen Ökonomieinspektors Richard Knoll aus Jena und seiner Gattin Friedericke geb. Grell. Kinder der beiden sind nicht nachgewiesen.

## Werke
- Die evangelischen Kirchenbücher Thüringens. C. A. Starke, Görlitz, 1934. Digitalisat bei GenWiki

## Nachweise
1. ↑  Verzeichniß der Studirenden der Universität Jena SS 1881.

| Personendaten    | Personendaten                                 |
| ---------------- | --------------------------------------------- |
| NAME             | Güldenapfel, Karl                             |
| ALTERNATIVNAMEN  | Güldenapfel, Karl Alfred (vollständiger Name) |
| KURZBESCHREIBUNG | evangelisch-lutherischer Pfarrer              |
| GEBURTSDATUM     | 18. Juli 1859                                 |
| GEBURTSORT       | Vieselbach                                    |
| STERBEDATUM      | 8. Oktober 1944                               |
| STERBEORT        | Eisenach                                      |